# JWoww
JWoww, anche conosciuta come Jenni Farley, pseudonimo di Jennifer Lynne Farley (East Greenbush, 27 febbraio 1986), è un personaggio televisivo statunitense.
È nota per aver partecipato dal 2009 al 2012 al reality show di MTV Jersey Shore.

## Biografia
Jennifer Farley nasce nel 1986 a East Greenbush, New York, da una famiglia di origini irlandesi e spagnole, e cresce nella città di Franklin Square, New York. Dall'età di 17 anni la Farley mostra un grande interesse per la programmazione dei computer, alla quale abbina gli studi di disegno grafico. Terminati gli studi apre la società Jenni Farley Design Inc. In questi anni partecipa anche ad alcuni programmi televisivi come Disaster Date e TNA iMPACT Wrestling.
Nel 2009 partecipa ai provini per entrare nel cast del nuovo reality show di MTV Jersey Shore e viene presa insieme ad altri 7 coinquilini italo-americani. Così, nell'estate dello stesso anno registra la prima stagione dello show che va in onda a partire da dicembre 2009 ed ottiene un grande successo, tanto che viene rinnovato per altre stagioni.
Nel mese di luglio 2010, con una sfilata a Las Vegas, lancia la sua prima linea d'abbigliamento femminile, Couture Filthy. Ma, nell'ottobre dello stesso anno, dopo quattro mesi di attività, la linea viene ritirata dal commercio a causa di litigi e minacce giudiziarie. Nello stesso anno pubblica il libro The Rules According to JWOWW: Shore-Tested Secrets On Landing A Mint Guy, Staying Fresh To Death, and Kicking the Competition to the Curb. Sempre nel 2010, dopo la prima stagione a Seaside Heights in New Jersey,gira la seconda a Miami Beach e la terza di nuovo a Seaside Heights, mentre nel 2011 gira la quarta a Firenze e la quinta ancora una volta a Seaside Heights. Infine, nel 2012 gira la sesta ed ultima stagione della serie ancora una volta a Seaside Heights.
Nel 2011 firma un contratto con MTV per prendere parte ad un nuovo reality show che la vedrà protagonista insieme a Nicole "Snooki" Polizzi (sua migliore amica e co-star in Jersey Shore). Il programma dal titolo Snooki & JWoww viene girato a partire da febbraio 2012 e va in onda negli Stati Uniti dal 21 giugno 2012. A luglio dello stesso anno lo show viene rinnovato per una seconda stagione. Nel 2012 esordisce al cinema prendendo parte al film I tre marmittoni, insieme ad altri membri del cast di Jersey Shore.
Nel 2016 la celebre rivista Playboy offre 200.000 dollari alla Farley per spogliarsi su un numero del giornale, ma lei rifiuta la proposta, anche dopo che questa viene raddoppiata a 400.000 dollari. Successivamente, Jenni ha comunicato di non aver ancora deciso se accettare o meno l'offerta e ha dichiarato al sito E! online che "l'offerta è ancora in piedi" e che lei sta lavorando al suo fisico per poter affascinare i suoi fan quando arriverà l'opportunità di togliersi i vestiti. Nel 2021 comunica di aver alla fine declinato l'offerta.

## Vita privata
Vive in New Jersey. È stata sposata dal 2015 al 2019 con Roger Mathews, la coppia ha due figli.

## Filmografia
- I tre marmittoni (The Three Stooges), regia di Peter e Bobby Farrelly (2012)

## Programmi televisivi
- Jersey Shore (2009-2012)
- Snooki & JWoww (2012-2015)

## Libri
- The Rules Accoding to Jwoww: Shore-Tested Secrets on Landing a Mint Guy, Staying Fresh to Death, and Kicking the Competition to the Curb (2010)